# Porto Rafti
Porto Rafti (griechisch Πόρτο Ράφτη ‚Schneiderhafen‘) ist ein Küstenort in Ostattika. Der mittelalterliche Name stammt von der, der Stadt vorgelagerten, Insel Rafti (Νησί Ράφτης). Auf dieser befindet sich eine römische Statue, die die Bewohner als Darstellung eines Schneiders interpretierten. Der offizielle Name der Stadt lautet Limin Mesogias (Λιμήν Μεσογείας ‚Hafen der Mesogia-Region‘), sie wird aber auch Limani Markopoulou (Λιμάνι Μαρκοπούλου ‚Hafen von Markopoulo‘) genannt.

## Geografie

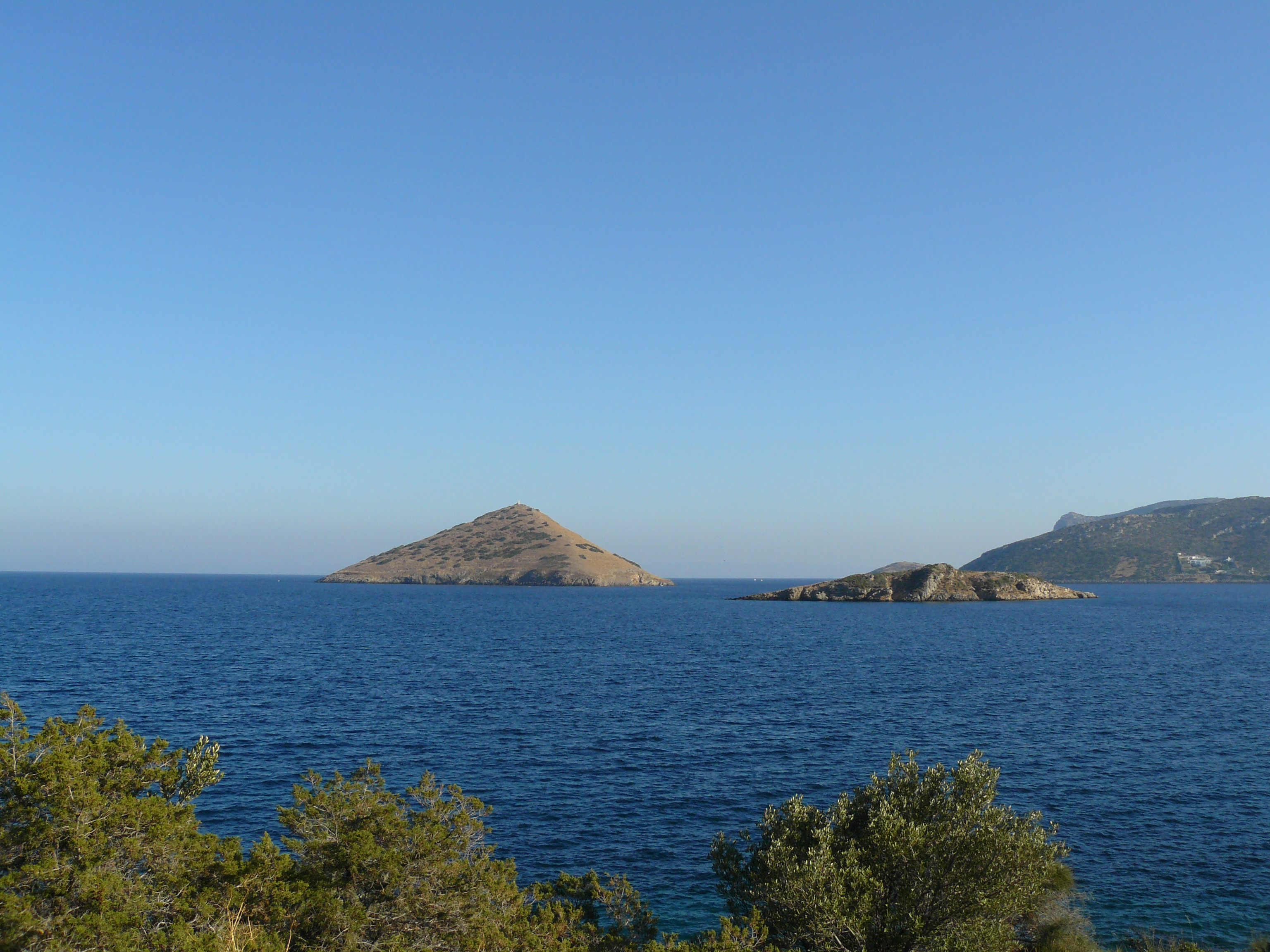
Die Inseln Rafti und Raftipoula in der Bucht von Porto Rafti.

Der heutige Ort Porto Rafti ist 35 Kilometer von Athen entfernt, liegt um die Bucht von Rafti und umfasst die beiden Vororte Avlaki (Αυλάκι) und Agios Spyridonas (Άγιος Σπυρίδωνας). Im Stadtgebiet lagen in der Antike die Demen Prasiai im Westen und Steiria im Norden und die Festung Koroni auf der gleichnamigen Halbinsel im Süden. Vor der Bucht liegt die 77 Meter hohe Insel Rafti und die kleinere Insel Raftipoula (Νησί Ραφτηπουλα ‚Schneidertochter‘). Vor der Halbinsel Agios Nikolaos, auch Punta genannt, liegt das Inselchen Prasonisi (‚grüne Insel‘). Porto Rafti ist von Bergen umgeben – im Süden vom Mavronoros, im Westen vom Merenda und im Norden vom Perati.

## Geschichte
In der griechischen Mythologie wird berichtet, dass Erysichthon in Prasiai begraben wurde. Man vermutete sein Grab auf der Insel Rafti unterhalb der römischen Sitzfigur. Im Norden bei Agios Spyridonas entdeckte man  mykenische Gräber aus dem 12. Jahrhundert v. Chr. und auf den Inseln Rafti und Raftipoula fand man Tonscherben aus dieser Zeit. Im 7. und 6. Jahrhundert v. Chr. diente der Hafen als Ausgangsort zu dem jährlichen Opferfest auf Delos. Aus römischer Zeit fand man Tonscherben auf Rafti und Raftipoula. Die kopflose Marmorstatue auf Rafti stammt vermutlich aus dem 2. Jahrhundert n. Chr., hat eine Höhe von 3 Metern und steht auf einem 2 Meter hohen Sockel. Wen die weibliche Figur, die zum Meer hinaus blickt, darstellt, ist umstritten. Ein Erklärungsversuch wäre die Personifikation der Ökumene, also die gesamte bewohnte Welt.
Ende April 1941, nach der Kapitulation Griechenlands im Zweiten Weltkrieg, evakuierten die Alliierten ihre Truppen über Porto Rafti.